# Obyce
Obyce é um município da Eslováquia, situado no distrito de Zlaté Moravce, na região de Nitra. Tem 31,27 km² de área e sua população em 2018 foi estimada em 1.522 habitantes.

## Demografia
| Ano:        | 1994 | 2004   | 2014   | 2024   |
| ----------- | ---- | ------ | ------ | ------ |
| Broj ljudi: | 1514 | 1557   | 1521   | 1460   |
| Razlika:    |      | +2,84% | -2,31% | -4,01% |

| Ano:               | 2023 | 2024   |
| ------------------ | ---- | ------ |
| Número de pessoas: | 1456 | 1460   |
| Diferença:         |      | +0,27% |